# Peter Schulting
Peter Schulting (19 d'agost de 1987) és un ciclista neerlandès que competeix professionalment des del 2006. En el seu palmarès destaquen diverses etapes en curses d'una setmana menors i la Volta a Limburg de 2014.

## Palmarès
- 2007
  - Vencedor d'una etapa al Tour de Berlín
- 2010
  - 1r al PWZ Zuidenveld Tour
  - 1r al Kernen Omloop Echt-Susteren
- 2013
  - Vencedor d'una etapa al Volta a la província de Namur
- 2014
  - 1r a la Volta a Limburg
- 2016
  - Vencedor d'una etapa al Tour de Taïwan
  - Vencedor d'una etapa al Kreiz Breizh Elites
- 2017
  - 1r al Tobago Cycling Classic
- 2018
  - 1r a l'Omloop Houtse Linies
  - 1r a la Zwevezele Koers
  - 1r a la Tacx Pro Classic
  - Vencedor de 2 etapes a la Volta a Romania
- 2022
  - 1r a la Puivelde Koerse
  - Vencedor d'una etapa a l'Olympia's Tour
- 2024
  - Vencedor d'una etapa al ZLM Tour